# Nova Hrvatska (Australija)
Nova Hrvatska, bio je novinski tjednik na hrvatskome jeziku koji je izlazio utorkom, od 1993. do 2012. godine u Sydneyu, u Australiji. Glavni i odgovorni urednik bio je Franjo Harmat. Novine je kupio poduzetnik hrvatskoga podrijetla Marko Franović i preimenovane su u Boka Cro Press.

## Vanjske poveznice
- Nova Hrvatska, stare mrežne stranice.
- Nova Hrvatska, još starije mrežne stranice
- Službene stranice Boka Cro pressa